# Préfecture de Rabat
Cet article concerne Rabat en tant qu'entité administrative incluant deux communes. Pour Rabat en tant que ville, voir Rabat.
La préfecture de Rabat est une subdivision administrative de la région marocaine de Rabat-Salé-Kénitra, dont elle est le chef-lieu. 
C'est l'une des deux seules préfectures exclusivement urbaines du Maroc avec la préfecture de Casablanca. Son territoire correspond à ce que l'on appelle couramment la ville de Rabat, capitale du pays. 

## Géographie
La préfecture de Rabat, d'une superficie de 118,5 km2, borde l'océan Atlantique.

## Histoire
La préfecture de Rabat, créée en 1955 — décret du 16 décembre — était alors la seule préfecture ou subdivision à dominante urbaine du Maroc, avec celle de Casablanca (créée par le même décret).
Après avoir été le chef-lieu de l'ancienne région de Rabat-Salé-Zemmour-Zaër, de 1997 à 2015, elle est devenue celui de Rabat-Salé-Kénitra, à la suite du nouveau découpage territorial faisant passer le nombre des régions de seize à douze.

## Administration et politique

### Communes
La préfecture de Rabat est composée de deux communes urbaines (ou municipalités) :
- la commune urbaine de Rabat, qui comprend cinq arrondissements : Agdal-Ryad, El Youssoufia, Hassan, Souissi et Yacoub El Mansour[6],[7] ;
- la commune urbaine de Touarga, où siège le palais royal.

### Circonscriptions législatives
En 1984, la préfecture de Rabat est constituée d'une seule circonscription législative. 
Lors des élections législatives de 2007 , le nombre de sièges de la préfecture de Rabat est passé de cinq à sept. Et cette année-là la préfecture a été divisée en deux circonscriptions.

## Démographie
La population de la préfecture de Rabat est passée, de 1994 à 2004, de 623 457 à 627 932 habitants.
| Municipalités                  | 1994    | 2004    | Taux d'accroissement |
| ------------------------------ | ------- | ------- | -------------------- |
| Rabat                          | 615 401 | 621 480 | 1,08 %               |
| Touarga                        | 8 056   | 6 452   | - 24,8 %             |
| Données issues de recensements |         |         |                      |

Selon le  recensement de 2014, elle est de 577 827 habitants.
Et selon le dernier recensement de 2024, elle est de 506 843 habitants.